# 嵇璜
嵇璜（1711年—1794年），字尚佐，晚號拙修，江南無錫縣（今江蘇省無錫市）人。清朝政治人物，水利专家。嵇曾筠之子，父子皆長於治河。

## 生平
嵇璜祖父嵇永仁是福建总督范承谟幕僚。三藩之亂時，嵇永仁、范承谟被耿精忠所殺。其父嵇曾筠是雍正年間副總河、河南山東河道總督、江南河道總督。嵇璜幼聰慧，讀《禹貢》曰：“禹治水皆自下而上。蓋下游宣通，水自順流而下。”在场的长者皆驚為天人。
雍正八年（1730年），嵇璜中進士，任翰林院編修。曾隨其父習河工，幫辦河務。乾隆九年（1744年）奉命视察河北、河南、山东等地治水工程。乾隆十八年（1753年），黄淮水涨，上宣防八事，提出固堤与宣泄相结合。乾隆二十二年（1757年）春，授江南河道副總督。乾隆二十九年，丁母忧。乾隆三十二年（1767年）守丧结束后署礼部尚书，不久实授。同年七月，再度出任河东河道总督。
乾隆三十三年九月（1768年），授工部尚书，罢直南书房。不久因故左迁左副都御史。乾隆三十六年（1771年），迁工部侍郎。乾隆三十八年（1773年），重新擢升尚书，调兵部。乾隆四十年（1775年），再调工部。乾隆四十四年（1779年），调吏部，协办大学士。乾隆四十四年（1770年）兼任翰林院掌院学士。乾隆四十六年（1781年）夏天，黄河青龙岗段决口，氾濫成災，嵇璜曾提出讓黃河重返山东故道的建议，未獲准，咸丰五年（1855年）黃河自铜瓦厢決口，最後竟自行返山東故道。
乾隆四十七年（1773年），加太子太保，在上书房总师傅上行走。因年老，獲准日出后入朝，获赐玄狐端罩，并为汉大臣领班。乾隆五十年（1776年）正月，赴千叟宴。次年以年老乞休，乾隆帝赐诗慰留。乾隆五十五年四月，嵇璜中进士已年过六十年，重与恩荣宴。
嵇璜多次隨從帝南巡，乾隆常有诗歌赠答唱和。因乾隆帝同岁，在八十寿辰前，特意上奏将其生日从六月改到乾隆帝万寿节后。乾隆帝嘉许嵇璜“知礼”，代定为八月十九日，并赐诗及联榜、上方珍玩以示恩宠。乾隆五十九年（1794年）七月，嵇璜病卒，年八十四，乾隆帝命皇八子祭奠，赠太子太师，赐祭葬，谥文恭。《清史稿》有傳。

## 著作
曾與劉墉等奉敕撰《續通典》、《清朝通典》、《續通志》、《清朝通志》。又“精小楷，能于胡麻上作书”。作品有《治河年谱》传世。

## 子嗣
有子八人，长子承谦为进士，官至侍读，先于其病卒。族子承恩，举人出身，累官至河东河道总督。

## 延伸阅读
[在维基数据编辑]
 《清史稿/卷310》，出自趙爾巽《清史稿》
 在维基共享资源阅览影像